# Cristina Gutiérrez
Cristina Gutiérrez – kolumbijska zapaśniczka w stylu wolnym. Brązowa medalistka mistrzostw panamerykańskich w 2003 roku.